# Agapanthus praecox

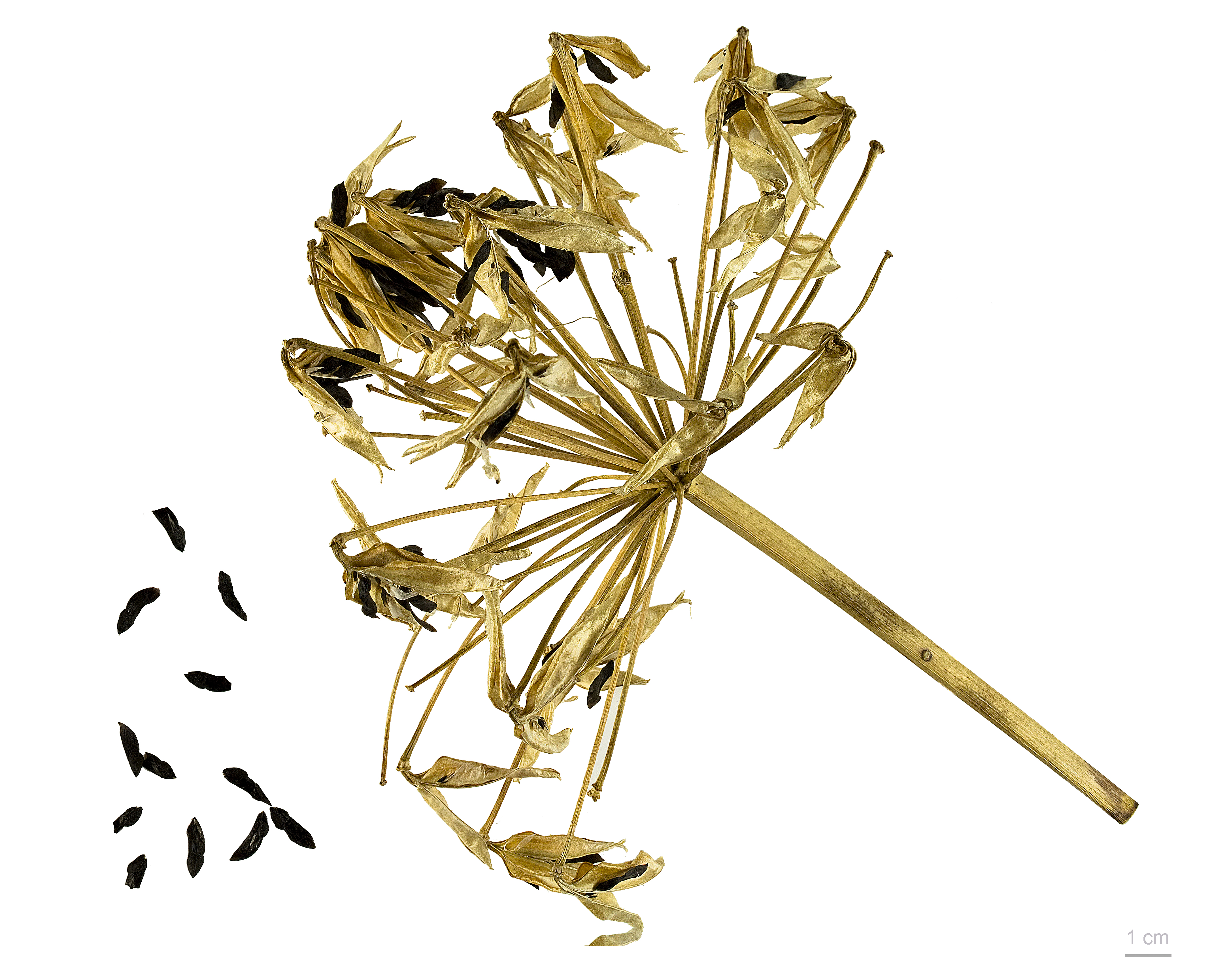
Agapanthus praecox, MHNT.

Agapanthus praecox (agapanto común, lila azul, lila africana, o lila del Nilo) es una especie de magnoliofita perteneciente a la familia de las amarilidáceas. Es nativa del Cabo de Buena Esperanza en Sudáfrica. Los nombres locales de esta especie incluyen agapant, bloulelie, isicakathi y ubani. La mayoría de las plantas cultivadas del género Agapanthus son híbridos o variedades de esta especie. Según informes, la planta se naturalizó en Gran Bretaña, Madeira, las Islas Canarias, Eritrea, Etiopía, isla de Santa Elena, Victoria, isla de Norfolk, Nueva Zelanda, México, Honduras, Costa Rica y Tristán da Cunha.

## Descripción
Agapanthus praecox es una especie variable con flores abiertas. Se divide en tres subespecies: subsp. praecox, subsp. orientalis y subsp. minimus.

### A. o.subsp.praecox
Esta subespecie aparece en la provincia Oriental del Cabo de Sudáfrica. Normalmente crece a entre 0.8 y 1 metro de altura y tiene 10-11 hojas coriáceas. Las flores azules aparecen de diciembre a febrero. Estos tienen perianto superior a 50 mm de longitud.

### A. o.subsp.orientalis

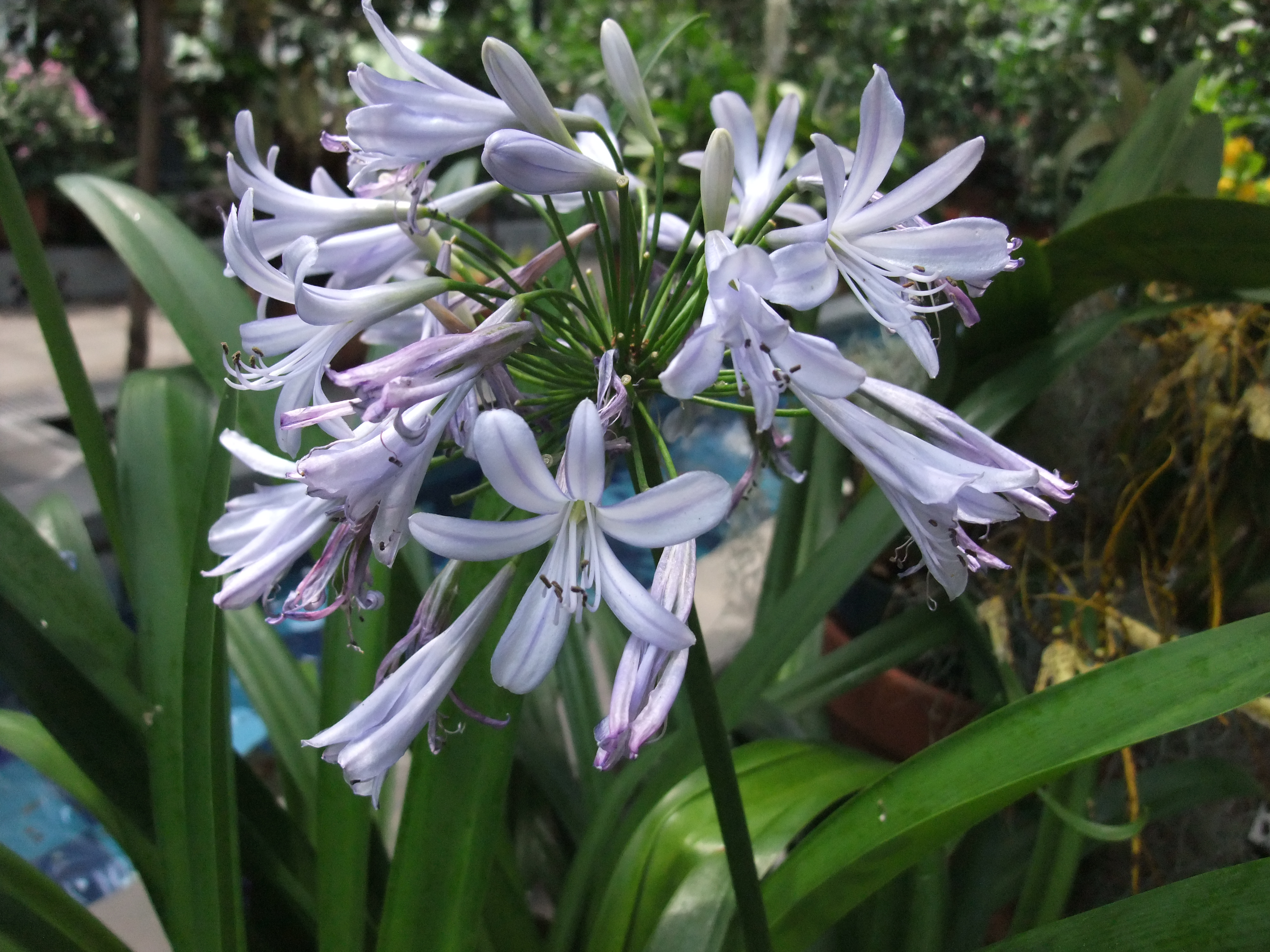
Acercamiento a las flores de la subespecie orientalis.

Esta subespecie se produce en el Cabo Oriental y el sur de KwaZulu-Natal. Aunque posee la misma altura que la subespecie praecox, tiene un máximo de 20 hojas venenosas en forma de cinta por plantas que se arquean y no son curtidas. Varían en longitud de 20 a 70 cm de largo y de 3 a 5 cm de ancho. El color de la flor varía de azul a blanco. Se producen semillas negras brillantes en cápsulas de tres lados. Estos poseen un perianto menor a 50 mm de longitud.

### A. o.subsp.minimus
Se producen en el Cabo Occidental sudoriental y el Cabo Oriental: esta subespecie es la más pequeña y varía en altura desde 300 hasta 600 mm. Cuenta con una temporada de floración más larga, de noviembre a marzo. El color de la flor incluye tonos blancos y variaciones del azul.

## Naturalización
La especie se ha naturalizado en Australia, Nueva Zelanda y las islas Sorlingas.
Agapanthus praecox subsp. orientalis es muy apreciada por ser resistente al sol y al calor, de floración prolongada, y es uno de los favoritos para muchos consejos en Australia para el ajardinamiento de carreteras y otras áreas públicas que no usan regaderas. La planta sigue siendo plantada pero en algunas zonas es considerada una mala hierba, y su plantación ha sido descontinuada, aunque no se considera generalmente como altamente invasiva.